# 胸辊
胸辊（breast roll），长网成形器上位于成形网工作行程段起点处的第一个辊筒，其主要作用是同伏辊一起在前后两端张起成形网的工作行程段，其结构通常为管状辊，在抄造薄纸时也可以采用真空辊结构来承担泄水成形的职能。还可采用抗挠结构来保持成形网平直，胸辊这一术语也被引用于其他型式的成形器上，通常指无端成形网上相当于长网成形器胸辊的辊筒。